# Kalwka
Kalwka – jezioro w woj. warmińsko-mazurskim, przez jezioro przebiega granica między gminami i powiatami - północna część jeziora leży w powiecie olsztyńskim, w gminie Purda, a południowa w powiecie szczycieńskim, w gminie Pasym.

## Opis
Bardzo małe jeziorko położone przy północno-wschodnim krańcu Kalwa Wielka.
Dojazd drogami gruntowymi od drogi krajowej nr 53 między Szczytnem a Olsztynem, od miejscowości Tylkowo wzdłuż zachodnich brzegów Kalwy Wielkiej.

## Dane
Powierzchnia zwierciadła wody wynosi 4,2 ha.
Jezioro jest hydrologicznie otwarte wypływa z niego struga do jeziora Kalwa Wielka.

## Hydronimia
Według urzędowego spisu opracowanego przez Komisję Nazw Miejscowości i Obiektów Fizjograficznych (KNMiOF) nazwa tego jeziora to Kalwka. W różnych publikacjach i na mapach topograficznych jezioro to występuje pod nazwą Kalepka.